# Richard M. Bissell Jr.
Pour les articles homonymes, voir Bissell.
Richard M. Bissell Jr., né le 18 septembre 1909 à Hartford dans le Connecticut et mort le 7 février 1994 à Farmington dans le même État, est un officier des services secrets américains. Il est essentiellement connu pour son rôle dans les projets Lockheed U-2, le renversement du président du Guatemala Jacobo Arbenz (opération PB/Success), le débarquement de la baie des cochons et est à l'initiative de la fabrication de la base militaire de la Zone 51. Il a également été co-directeur du National Reconnaissance Office sous John F. Kennedy de septembre 1961 à février 1962.
Son père, Richard Bissell, était le président des assurances incendies de Hartford,. Il fréquenta l'école privée de Groton School puis l'université Yale où il étudia l'histoire et obtint une licence en 1932, puis un doctorat de sciences économiques en 1939. 